# 佐藤恒治 (俳優)
佐藤 恒治（さとう こうじ、1959年8月25日 - ）は、日本の俳優。福岡県出身。小野事務所所属。

## 来歴・人物
森田芳光監督作『（本）噂のストリッパー』でデビュー以降、ほぼすべての作品に起用されていた。
君塚良一脚本・監督作品にも出演しており、『踊る大捜査線』シリーズでは灰島法律事務所の弁護士渡部広太を演じた。
神経質な役柄が定番。
特技は剣道二段。

## 出演作品

### 映画
- （本）噂のストリッパー 森田芳光 監督作品（1982年）
- ピンクカット・太く愛して深く愛して 森田芳光 監督作品（1983年）
- ときめきに死す 森田芳光 監督作品（1984年）
- メイン・テーマ 森田芳光 監督作品（1984年）
- それから 森田芳光 監督作品（1985年）
- タンポポ 伊丹十三 監督作品（1985年）
- いたずらロリータ 後ろからバージン 金子修介 監督作品（1986年）
- そろばんずく 森田芳光 監督作品（1986年）
- タイム・アバンチュール 絶頂5秒前 滝田洋二郎 監督作品（1986年）
- 永遠の1/2 根岸吉太郎 監督作品（1987年）
- 悲しい色やねん 森田芳光 監督作品（1988年）
- 愛と平成の色男 森田芳光 監督作品（1989年）
- バカヤロー!2 幸せになりたい。 岩松了 監督作品（1989年）
- ファンシイダンス 周防正行 監督作品（1989年）
- おいしい結婚 森田芳光 監督作品（1991年）
- 幕末純情伝 薬師寺光幸 監督作品（1991年）
- 未来の想い出 Last Christmas 森田芳光 監督作品（1992年）
- シコふんじゃった。 周防正行 監督作品（1992年）
- 二十才の微熱 橋口亮輔 監督作品（1993年）
- 夜逃げ屋本舗2 原隆仁 監督作品（1993年）
- Shall we ダンス? 周防正行 監督作品（1997年）
- バウンス ko GALS 原田眞人 監督作品（1997年）
- キリコの風景 明石知幸 監督作品（1998年）
- 39 刑法第三十九条 森田芳光 監督作品（1999年）
- 洗濯機は俺にまかせろ 篠原哲雄 監督作品（1999年）
- 黒い家 森田芳光 監督作品（1999年）
- スイート・スイート・ゴースト 芳田秀明 監督作品（2000年）
- 好き〜チャーシュー麺〜 本田昌広 監督作品（2001年）
- 模倣犯 森田芳光 監督作品（2002年）
- ラヴァーズ・キス 及川中 監督作品（2003年）
- 阿修羅のごとく 森田芳光 監督作品（2003年）
- ジャンプ 竹下昌男 監督作品（2004年）
- 海猫 森田芳光 監督作品（2004年）
- いらっしゃいませ、患者さま。 原隆仁 監督作品（2005年）
- MAKOTO 君塚良一 監督作品（2005年）
- 稀人 清水崇 監督作品（2005年）
- 容疑者 室井慎次 君塚良一 監督作品（2005年）
- 地下鉄（メトロ）に乗って 篠原哲雄 監督作品（2006年）
- 水に棲む花 後藤憲治 監督作品（2006年）
- 間宮兄弟 森田芳光 監督作品（2006年）
- バレー・オブ・フラワーズ（ドイツ映画） バン・ナリン 監督作品（2007年）
- サウスバウンド 森田芳光 監督作品（2007年）
- 椿三十郎 森田芳光 監督作品（2007年）
- それでもボクはやってない 周防正行 監督作品（2008年）
- DIVE!! 熊澤尚人 監督作品（2008年）
- 誰も守ってくれない 君塚良一 監督作品（2009年）
- 沈まぬ太陽 若松節朗 監督作品（2009年）
- 感染列島 瀬々敬久 監督作品（2009年）
- わたし出すわ 森田芳光 監督作品（2010年）
- 恐怖 高橋洋 監督作品（2010年）
- 武士の家計簿 森田芳光 監督作品（2010年）- 青山役
- これでいいのだ!!映画★赤塚不二夫 佐藤英明 監督作品（2011年） - 金子順蔵 役
- 僕達急行 A列車で行こう 森田芳光 監督作品（2012年）
- 少年H 降旗康男 監督作品（2013年）
- 遺体 明日への十日間 君塚良一 監督作品（2013年）
- ショートホープ 堀口正樹 監督作品（2013年）
- R100 松本人志 監督作品（2013年）
- バンクーバーの朝日 石井裕也 監督作品（2014年）
- グッドモーニングショー 君塚良一 監督作品（2016年）
- 泣き虫ピエロの結婚式 御法川修 監督作品（2016年）
- ミッドナイト・バス 竹下昌男 監督作品（2018年）

### テレビ
- 誇りの報酬 第47話「九回裏二死満塁」（1986年）
- バカヤロー!2 幸せになりたい。第三話「新しさについていけない」（1989年）
- バカヤロー!3 へんな奴ら第一話「こんな混んでどうするの」（1990年）
- 弁護士 灰島秀樹（2006年） - 渡部広太役
- はだしのゲン（2007年）
- 課長 島耕作（2008年） - 山本遼一役
- ホストの女房 フジテレビ「金曜プレステージ」（2009年）
- 2夜連続 松本清張スペシャル 球形の荒野（2010年） - 山本清二役
- 相棒 Season 11最終回2時間スペシャル「酒壺の蛇」（2013年） - 恩地英之役
- 新ナニワ金融道（2015年） - チクリ商事・主任 役

### DVD
- 三島由紀夫 近代能楽集『卒塔婆小町』根岸吉太郎監督